# Timàquides
|  | No s'ha de confondre amb Timàrquides. |

Timàquides de Rodes (en grec antic Τιμαχίδας ὁ Ῥόδιος, "Timachídas ho Rhódios") va ser un poeta i gramàtic grec nascut a l'illa de Rodes al segle i aC.
Se'n sap molt poc de la seva vida. Va escriure un tractat en prosa d'almenys quatre llibres titulat Glosses, amb comentaris sobre poemes. També va ser conegut per un poema en hexàmetres titulat Δεἳπνος ("Deipnos" Banquet), en almenys onze llibres. Aquesta obra la cita amb freqüència Ateneu de Nàucratis que en conserva alguns fragments. Ateneu també menciona una obra sobre l'Hermes d'Eratòstenes, que atribueix a un Timàquides que podria ser aquest.